# Kostel svatého Petra a Pavla (Chcebuz)
Římskokatolický farní kostel svatého Petra a Pavla v Chcebuzi je barokní sakrální stavba na oválném terasovitém hřbitově nacházejícím se uprostřed návsi, která vzhledem k poloze vsi na pahorku dominuje širokému okolí. Od roku 1964 je kostel spolu s blízkou farou chráněn jako kulturní památka.

## Historie

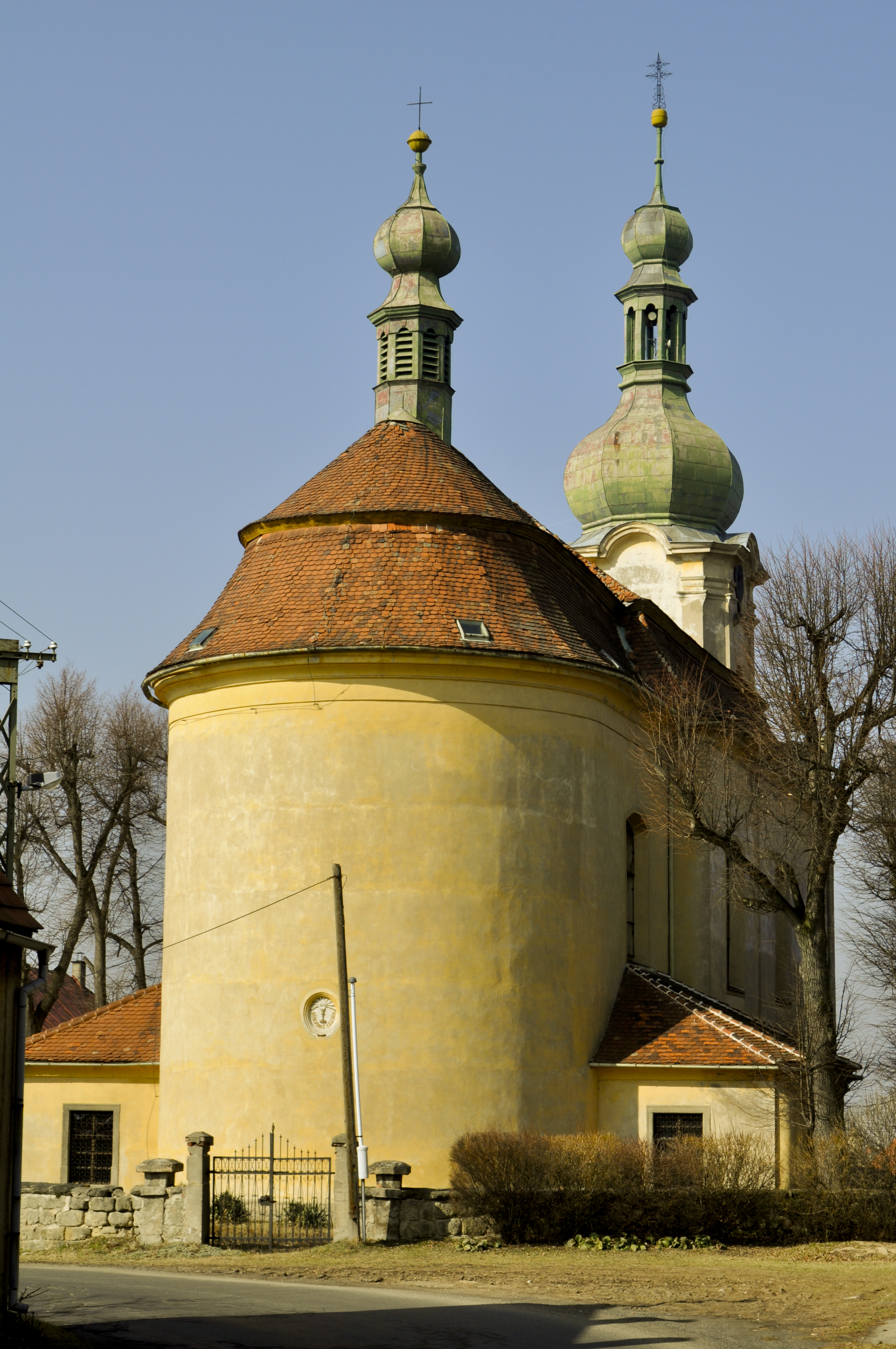
Závěr kostela v Chcebuzi

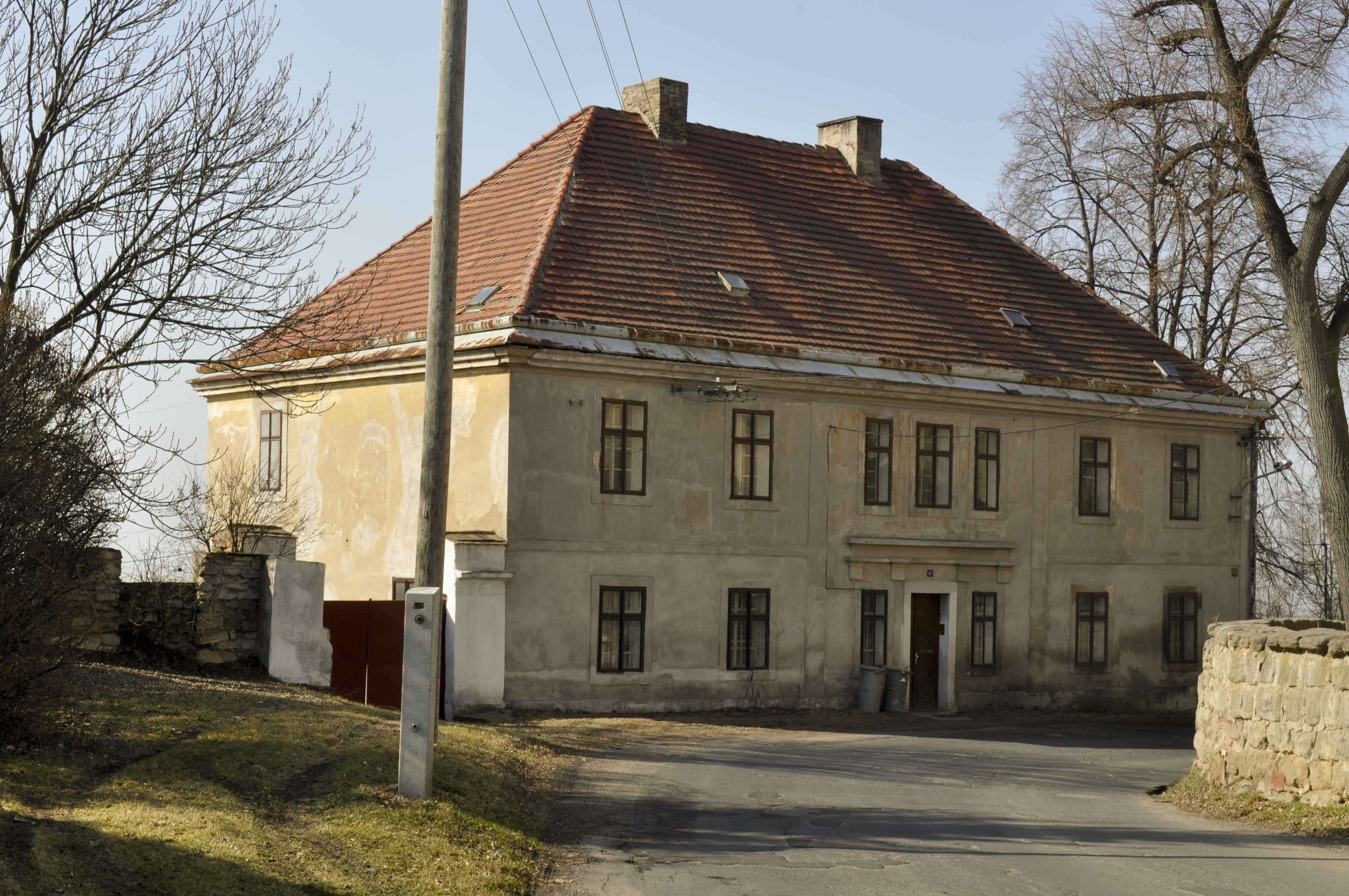
Fara v Chcebuzi

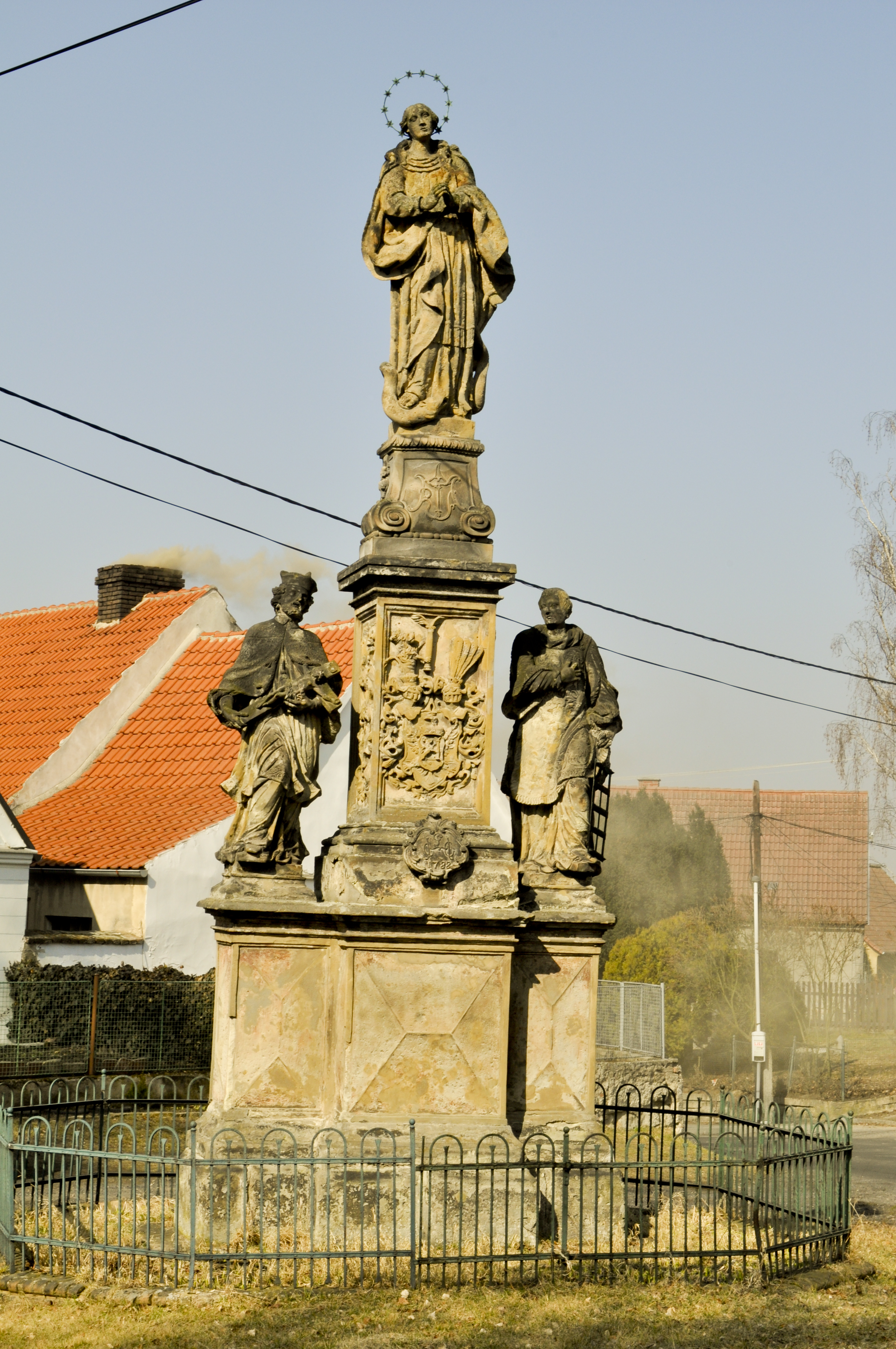
Sousoší Panny Marie se sv. Václavem a sv. Vavřincem

Původní kostel ve Chcebuzi vznikl snad již za vlády Boleslava II. koncem 10. století, obec doložena zakládací listinou břevnovského kláštera. Kostel zcela vyhořel roku 1656 a opraven byl v roce 1684. Nahrazen dnešním objektem byl pak v letech 1781–1784 za Huberta Karla Pachty z Rájova.

### Povodně 2002
Při povodni v roce 2002, která byla největší povodní od povodně v roce 1845, nebyl kostel na Chcebuzi dotčen, díky své poloze. V rámci farní kolatury však byl katastrofálně poškozen kostel svatých Šimona a Judy ve Štětí. Na štětském kostele byly 10. srpna 2002 dokončeny práce spojené s výmalbou interiéru a opravou fasády, krátce předtím proběhla generální rekonstrukce, týkající se elektroinstalace, krovů a dalších prací. Slavnostní otevření nově opraveného kostela mělo proběhnout 17. srpna 2002, avšak 15. srpna 2002 byl kostel povodní zatopen do výšky 1,6 m. Dne 14. srpna 2002 proběhlo zazdění kostelních vchodů a oken, nicméně voda i přes toto opatření zničila podlahu v zadní části kostela (pod kůrem), která se propadla do hloubky čtyř metrů, dále byly zcela zničeny lavice, výmalba (vnitřní i vnější), varhany díky trvající vlhkosti, všechny původní vyřezávané dveře, kazatelna i prostor presbytáře. Litoměřický biskup Josef Koukl povolil tehdejšímu administrátorovi farnosti in materialibus Miroslavu Šantinovi sbírat dary na rekonstrukci nejen v českých, ale i moravských diecézích, dále pak v diecézích na území Německa. Během nové rekonstrukce museli farníci navštěvovat bohoslužby právě ve chcebuzském farním kostele, který jako jediný v kolatuře kapacitně vyhovoval.

## Architektura
Kostel je obdélný. Presbytář má půlkruhově zakončený. Vedle presbytáře jsou dvě přízemní sakristie. V ose západního průčelí je čtyřboká věž. Přední nároží věže jsou zaoblená a spárovaná. Nároží věže v horní části jsou zkosená, jinak jsou na kostele vysoké pilastry. Okna jsou sklenutá segmentem a příčně oválná.
Uvnitř lodi i v presbytáři jsou čtyři pole plackové klenby. Na zvlněném poprsníku kruchty jsou štukové doplňky a luisézní festony. Všechny klenby pokrývají fresky od Josefa Kramolína z roku 1784. Ve fresce je pod kruchtou provedena skupina andělů, Maří Magdaléna a biblický král David s harfou. Nad kruchtou jsou ve fresce andělské chóry se sv. Cecílií u varhan. V lodi se nachází freska Odsouzení sv. Petra, která je signovaná „Josef Kramolín pinx.“ a letopočet 1784. V dalším poli je freska Petrův lov s mořskou krajinou. V presbytáři je freska Korunování Panny Marie, v závěru presbytáře je fresková oltářní architektura s plastikami. Dále je zde závěsný obraz sv. Petra a sv. Pavla a freskový obraz sv. Karla Boromejského v nástavci. V konše jsou ve fresce skupiny andělů. V obou sakristiích jsou ve fresce provedení andílci a ornamentální motivy.

## Zařízení
Zařízení pochází z období stavu kostela ze 2. poloviny a konce 18. století. Hlavní oltář je z umělého mramoru. Jsou na něm plastiky andílků a andělů se svícny v podobě rohů. Dva boční oltáře jsou z umělého mramoru. Nacházejí se na nich plastiky andílků, obrazy sv. Barbory a sv. Karla Boromejského od Ignáce Raaba z poloviny 18. století. Další druhé dva boční oltáře jsou dřevěné. Mají zlacené řezby rokajů, kartuší a andílků. Jsou s obrazy Panny Marie se sv. Stanislavem Kostkou (nebo eventuálně sv. Janem od Kříže) a sv. Aloise před Krucifixem. Opět pocházejí od I. Raaba z poloviny 18. století. Kazatelna je dřevěná s plastikami evangelistů, andílky a reliéfem. V kostele je dřevěná polychromovaná křtitelnice s mušlovitou nádrží na provazcovitě stáčené noze. Při triumfálním oblouku je socha Krista na kříži a další podobná je v podvěží. Lavice mají řezbu rokajových tvarů. Varhany jsou bílé se zlacenou mřížkou, andílky a rokajovými řezbami. Před vchodem se nachází náhrobní kámen se znakem hraběte Johanna Wratislava Claryho ze Snědovic, který byl zabit poddanými v roce 1720 v lese u Stračí. Na místě vraždy krutého hraběte se nachází tzv. hraběcí kaple.

## Zvony
Ve věží visí zvony z původního kostela (z roku 1566 od Brikcího z Cimperka a z roku 1610).

## Okolí kostela
Poblíž kostela se nachází na čp. 61 empírová fara z první poloviny 19. století. Nový hřbitov, který nahradil hřbitov u kostela, byl založen v roce 1786 a nachází se severně od vsi. Na pilířích jeho brány se nacházejí dvě kamenné empírové vázy s festony. Ve zdi má pak nový hřbitov dvě kamenné sochy. Na návsi pod kostelem je sousoší Panny Marie se sv. Vavřincem a sv. Janem Nepomuckým. Stojí na trojdílném podstavci s akantovými reliéfy, znakem a letopočtem 1788. Při silnici na Brocno se na vysokém sloupku nachází barokní socha Piety z 18. století.